# 收附等温线
收附等温线（英語：Adsorption isotherm，又称为吸附等温线）描述了一种物质于某一常温下在某种表面（通常在界面上）上的收附平衡。它表明了束缚于表面（吸附质）上该种物质的量是该种物质在气相或溶液中浓度的函数。吸附等温线常被作为经验模型来使用，也就是说经验模型并不去说明收附的潜在机理或实测的可变因素。这些收附等温线是依靠回归分析而得到的。最常用的等温线有：线性等温线、弗罗因德利希等温线、朗缪尔等温线与BET模型。